# Podmolje

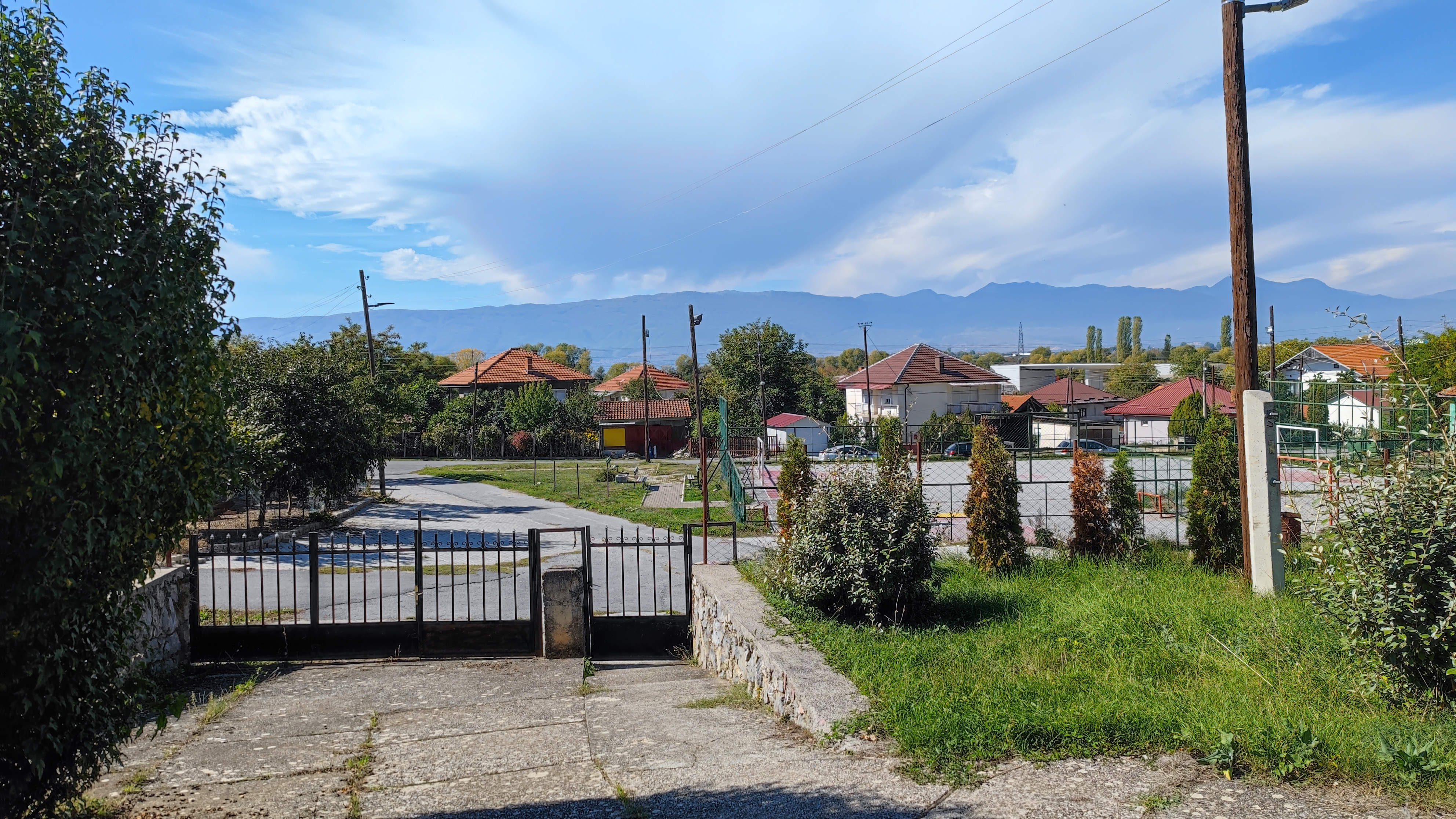
Podmolje (2022)

Podmolje (mazedonisch Подмоље; albanisch Mollas/i) ist ein Dorf im Süden der Opština von Debarca in der Region Südwesten in Nordmazedonien. Es liegt auf halbem Wege zwischen Ohrid und Struga. Der Ohridsee ist nur 200 Meter im Südwesten entfernt. Im Osten erhebt sich auf bis über 1000 m. i. J. ein Bergzug, der die Ebenen von Ohrid und Struga teilt. Nordwestlich öffnet sich die Ebene von Struga, wo sich in nur zwei Kilometer Entfernung der Flughafen Ohrid befindet.
Nachbarorte sind von Norden im Uhrzeigersinn drehend Orovnik, Gorno Lakočerej, Dolno Lakočerej, Orman, Ohrid, Struga und Misleševo.
Podmolje ist ein bedeutender Kreuzpunkt der nordmazedonischen Verkehrsachsen. Bereits in den 1920er Jahren war Podmolje eine Station an der Bahnstrecke Skopje–Ohrid. Unterhalb des Dorfes zweigt die von Norden kommende Nationalstraße A2 mit der A3. Sie führt dann weiter nach Westen über Struga an die nordmazedonisch-albanische Grenze bei Čafasan/Qafë Thana. Die M5 verläuft in südöstlicher Richtung entlang des Ohridsees nach Ohrid und führt dann weiter über Bitola, Veles und Kočani an die mazedonisch-bulgarische Grenze bei Stanke Lisičkovo. Die A2 bildet zugleich beginnend bei Čafasan/Qafë Thana bis an ihr Ende in Skopje, der Hauptstadt Nordmazedoniens, den Paneuropäischen Verkehrskorridor VIII, der die Adriahäfen Durrës und Vlora in Albanien mit den Schwarzmeerhäfen Burgas und Varna in Bulgarien besser verbinden soll. Die nordmazedonische Regierung plant neben dem vollständigen Ausbau der Trasse Skopje-Čafasan/Qafë Thana zu einer Autobahn auch die Erstellung einer Eisenbahnlinie ins benachbarte Albanien wie auch Bulgarien.
Südlich von Podmolje liegt der Campingplatz Andon Dukov am Ohridsee. Auch im Süden entlang der M5 steht die Kirche des Heiligen Erasmus. 1974/75 wurde etwas südlich der neueren Kirche eine dreischiffige Basilika und eine Nekropole aus dem Mittelalter, wo 124 Gräber zwischen dem 6. und 12. Jahrhundert gefunden wurden. Oberhalb der Kirche auf der Hügelspitze Gabovski Rid wurde zudem eine antike Siedlung aus illyrischer und hellenistischer Zeit gefunden. Unter anderem sind die Reste der Befestigungsmauern und einige Gebäuderuinen zu sehen.